# Rhagonycha maculicollis
Rhagonycha maculicollis – gatunek chrząszcza z rodziny omomiłkowatych i podrodziny Cantharinae.

## Taksonomia
Gatunek ten opisany został po raz pierwszy w 1852 roku przez Friedricha Märkela.

## Morfologia
Chrząszcz o wydłużonym ciele długości od 6 do 7,5 mm. Głowę ma całą czarną, pozbawioną guzka między nasadami czułków. Przedplecze ma zaokrągloną krawędź przednią, niezaostrzone kąty tylne i niewklęsłą krawędź tylną. Ubarwienie ma żółte do żółtobrązowego z czarną, czarniawobrązową, a rzadko brązową plamą pośrodku. Pokrywy są w całości żółte lub żółtobrązowe, bez przyciemnień na szwie i wierzchołku. Odnóża mają uda w przeważającej części czarne, zaś golenie i stopy żółtobrązowe. Mają rozdwojone wierzchołki wszystkich pazurków. Genitalia samca mają edeagus zaopatrzony w tarczkę grzbietową o krawędzi wierzchołkowej głęboko pośrodku wciętej oraz paramery o równoległych brzegach bocznych i szeroko zaokrąglonym wierzchołku.

## Ekologia i występowanie
Owad górski, głównie wysokogórski. Występuje w piętrze subalpejskim i alpejskim, powyżej górnej granicy lasu, rzadko spotykany jest w reglu. Dochodzi do wysokości około 2500 m n.p.m. Zasiedla ziołorośla, murawy i zbiorowiska trawiaste. Osobniki dorosłe obserwuje się od czerwca do lipca. Siadają na trawach, turzycach i roślinach zielnych.
Gatunek palearktyczny, europejski, znany z Francji, Szwajcarii, Austrii, Włoch, Danii, Szwecji, Litwy, Polski, Czech, Słowacji, Węgier, Ukrainy, Rumunii, Serbii, Czarnogóry, Bułgarii i Grecji. W Polsce występuje tylko w Tatrach, na rzędnych od 1100 do 2000 m n.p.m.